# Laura Ballarin Cereza

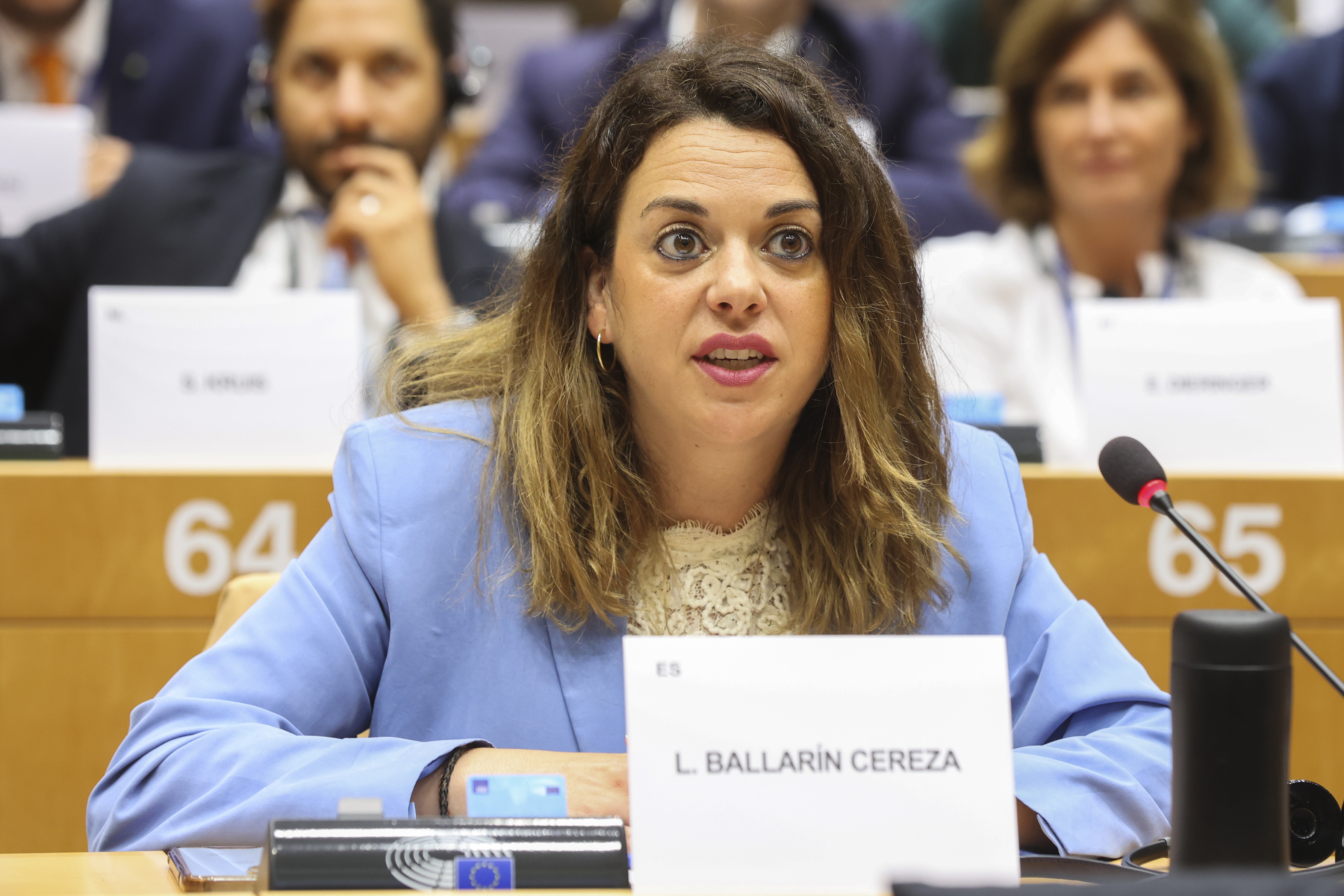
Laura Ballarin em um congresso

Laura Ballarin Cereza (nascida a 19 de julho de 1984, em Barcelona) é uma política espanhola do Partido Socialista Operário Espanhol que serviu como deputada ao Parlamento Europeu a partir de 2023, dado que substituiu Adriana Maldonado López.